# Apis mellifera ligustica
Apis mellifera ligustica sau albina italiană este o subspecie a albinei melifere europene, Apis mellifera.

## Origine
Se crede că albina italiană provine din partea continentală a Italiei, la sud de Alpi și la nord de Sicilia. Este posibil ca subspecia să fi supraviețuit ultimei epoci glaciare din Italia.
Din punct de vedere genetic, este o subspecie diferită de cea din Peninsula Iberică și din Sicilia. Este cea mai răspândită dintre toate albinele și s-a dovedit adaptabilă la majoritatea climelor de la subtropical la temperat rece, dar are mai puțin succes în  regiunile tropical umede. Albinele italiene care provin din Alpii ligurieni din nordul Italiei sunt adesea denumite albine ligurice, care supraviețuiește doar pe Insula Cangurului și, prin urmare, este considerată dispărută în sălbăticie.
Albinele italiene, după ce au fost condiționate de clima mai caldă a Mediteranei centrale, sunt mai puțin capabile să facă față iernilor „grele” și primăverilor răcoroase și umede de la latitudini mai nordice. Ele nu formează astfel de ciorchini de iarnă strânși. Trebuie consumate mai multe alimente pentru a compensa pierderea mai mare de căldură din grupul liber. Tendința de a crește puiet toamna târziu crește și consumul de alimente. Renumitul apicultor Thomas White Woodbury a introdus pentru prima dată albina italiană în Marea Britanie în 1859 și a considerat-o cu mult superioară vechii albine negre britanice (A. m. mellifera).

## Anatomie
- Culoare: Abdomenul are benzi maro și galbene. Printre diferitele tulpini de albine italiene, există trei culori diferite: piele; galben strălucitor (auriu); și galben foarte pal (Cordovan).
- Dimensiune: Corpurile lor sunt mai mici, iar părul lor este mai scurt decât cele ale raselor de albine mai întunecate.
- Lungimea limbii: 6,3 până la 6,6 mm
- indice cubital mediu: 2,2 până la 2,5